# Astrocade
L'Astrocade est une console de jeux vidéo de deuxième génération et un système informatique simple, conçue par une équipe de chez Midway, alors division jeu vidéo de Bally Manufacturing. L'appareil a été commercialisé à partir de 1977 et durant une période limitée avant que Bally ne décide de quitter le marché.
Les droits ont ensuite été repris par une société tierce, qui a réédité la console pour la vendre jusqu'en 1983. L'Astrocade a été remarquée pour ses capacités graphiques très puissantes à sa sortie, mais aussi pour la difficulté d'accès à ces mêmes capacités.

## Histoire
À l'origine en 1977, la première version de la console s'appelle  Home Library Computer et n'est disponible que par correspondance. Mais les délais de fabrication ne permettent pas de livraisons avant 1978. Cette année-là, la console est disponible en magasins sous l’appellation Professional Arcade.
Durant ses six premiers mois de vente, la console est la moins chère sur le marché des consoles maisons.
La console possède un langage de programmation Basic permettant de programmer à partir de cette dernière. Il s'agit du Bally BASIC, créé par Jamie Fenton.

## Liste des jeux
- 280 Zzzap / Dodgem
- Amazing Maze / Tic Tac Toe
- Artillery Duel
- Astro Battle (originellement titré Space Invaders)
- Bally Pin
- BASIC (pas un jeu, mais inclus par souci d'exhaustivité)
- Baseball
- Basketball
- Bingo Math / Speed Math
- Biorhythm
- Blackjack / Poker / Acey-Deucey
- Blast Droids
- Bowling(Bally Astrocade)Bowling
- Checkers / Backgammon
- Clowns / Brickyard
- Coloring Book
- Conan The Barbarian
- Cosmic Raiders
- Dog Patch
- Drag Race / Desert Fox
- Football
- Galactic Invasion (originellement titré Galaxian)
- Galaxian
- Grand Prix / Demolition Derby
- Gun Fight
- ICBM Attack
- Letter Match / Spell 'N Score / Crosswords
- Machine Language Manager (pas un jeu, mais inclus par souci d'exhaustivité)
- Mazeman
- Median
- Missile Attack
- Ms. CandyMan
- Muncher
- Music Maker
- Panzer Attack / Red Baron
- Pirates Chase
- Sea Devil
- Seawolf / Missile
- Soccer
- Solar Conqueror
- Space Fortress
- Space Invaders
- Star Battle
- The Incredible Wizard
- Tornado Baseball / Tennis / Hockey / Handball
- Treasure Cove
- War